# Бернгард VII (князь Ангальта)
Бернгард VIII Ангальтский (нем. Bernhard VII. von Anhalt; 17 марта 1540, Дессау — 1 марта 1570, Дессау) — князь Ангальта из династии Асканиев.

## Биография
Бернгард — младший сын князя Иоганна IV Ангальтского (1504—1551) и его супруги Маргариты (1511—1577), дочери курфюрста Иоахима I Бранденбургского. Крёстным Бернгарда был Мартин Лютер. Получив образование, Бернгард в 1561 году путешествовал по Италии. После смерти отца управлял княжеством вместе с братьями Карлом и Иоахимом Эрнстом под опекой дядей Георга III и Иоахима I.
Бернгард проживал в Дессау. Карл умер первым из трёх братьев-соправителей в 1561 году. После смерти дяди и отказа от претензий на власть двоюродного брата Вольфганга Ангальт-Кётенского в 1562 году стал полноправным правителем ангальтских земель вместе с братом Иоахимом. В 1563 году поделил владения с братом, получив Дессау, Цербст, Плёцкау, Липпене, Линдау, Вармсдорф и позднее Косвиг и Вёрлиц.
18 мая 1565 года Бернгард женился в Дессау на Кларе Брауншвейг-Люнебургской (1550—1598), дочери герцога Франца и Клары Саксен-Лауэнбургской. Единственный сын, родившийся в этом браке в 1567 году, умер спустя год. После смерти Бернгарда его владения отошли брату Иоахиму Эрнсту, объединившему под своей властью весь Ангальт. Вдова Бернгарда вышла впоследствии замуж за князя Богуслава XIII Померанского и родила одиннадцать детей.